# جون في. لومباردي
جون في. لومباردي (بالإنجليزية: John V. Lombardi)‏ هو أستاذ جامعي أمريكي، ولد في 19 أغسطس 1942 في لوس أنجلوس في الولايات المتحدة.

## وصلات خارجية
- جون في. لومباردي على موقع إن إن دي بي (الإنجليزية)